# Slatina (gmina Danilovgrad)
Slatina (cyr. Слатина) – wieś w Czarnogórze, w gminie Danilovgrad. W 2011 roku liczyła 28 mieszkańców.